# Plasticity
Plasticity var mellan 2000 och 2005 en syntklubb i Göteborg, som huserade på restaurang Kompaniet, på Kungsgatan. Klubben arrangerades av Henrik Wittgren, som även arrangerade klubbarna synthbar, electropolis, Pilot och saturn. Band som spelade på klubben var bland annat Cat Rapes Dog, De/Vision, Second Decay, Assemblage 23, Auto-Auto och Icon of Coil. På klubben spelades mycket syntpop och EBM.

## Klubbens namn
Namnet "Plasticity" är taget från låten Plasticity med det kanadensiska bandet Frontline Assembly. Det engelska ordet plasticity (på svenska "plasticitet") betyder förmåga att konstant/permanent ha möjligheten att ändra form (vilket skiljer det från  "elasticitet", som refererar till något som kan ändra form temporärt för att sedan gå tillbaks till ursprungsformen).